# Trần Văn Vương
Trần Văn Vương là một sĩ quan cấp cao trong Quân đội nhân dân Việt Nam, hàm Trung tướng, hiện đang giữ chức Phó Chủ nhiệm Ủy ban Kiểm tra Quân ủy Trung ương

## Thân thế sự nghiệp
Ông sinh năm 1965, quê huyện Thanh Miện, tỉnh Hải Dương.
Trước khi về Tổng cục Chính trị, ông công tác tại Quân đoàn 2
Ông từng giữ chức Phó Cục trưởng Cục Chính trị thuộc Tổng cục Chính trị
Năm 2017, ông được bổ nhiệm giữ chức Cục trưởng Cục Chính trị thuộc Tổng cục Chính trị, Phó Bí thư Đảng ủy cơ quan Tổng cục Chính trị thay Thiếu tướng Hồ Trọng Đào chuyển công tác
Thiếu tướng (2017)
Chiều 23/6/2021, Ủy ban Kiểm tra (UBKT) Quân ủy Trung ương (QUTƯ) nhiệm kỳ 2020-2025 tổ chức kỳ họp thứ nhất. Đại tướng Lương Cường, Ủy viên Bộ Chính trị, Ủy viên Thường vụ QUTƯ, Chủ nhiệm Tổng cục Chính trị, Chủ nhiệm UBKT QUTƯ chủ trì kỳ họp. Tại kỳ họp, các đại biểu đã bỏ phiếu kín, nhất trí 100% bầu Thiếu tướng Trần Văn Vương, Phó Bí thư Đảng ủy Cơ quan Tổng cục Chính trị, Cục trưởng Cục Chính trị, Tổng cục Chính trị giữ chức vụ Phó chủ nhiệm UBKT QUTƯ nhiệm kỳ 2020-2025.